# كوين دسك
كوين دسك (بالإنجليزية: CoinDesk) هو موقع إخباري متخصص في عملات البيتكوين والعملات الرقمية، حيث يوفر معلومات وأدلة إلى لأولئك الجدد في العملات الرقمية. أسسه شاكيل خان في عام 2013.

## روابط خارجية
- الموقع الرسمي